# Langessa
Langessa és un gènere monotípic d'arnes de la família Crambidae. Conté només una espècie, Langessa nomophilalis, que es troba a Amèrica del Nord, on s'ha registrat a Alabama, Florida i Carolina del Sud.
Les larves s'alimenten de plantes aquàtiques.